# Peter Raabe
Peter Raabe (ur. 27 listopada 1872 we Frankfurcie nad Odrą, zm. 12 kwietnia 1945 w Weimarze) – niemiecki dyrygent i muzykolog.

## Życiorys
Uczył się u Woldemara Bargiela w Hochschule für Musik w Berlinie. Od 1894 do 1907 działał jako dyrygent w różnych miastach niemieckich, m.in. w Królewcu (1894), Zwickau (1895–1897) i Elberfeld (1897–1898). W latach 1903–1906 był dyrygentem Kalm Orchester w Monachium. Od 1899 do 1903 roku dyrygował Netherlands Opera w Amsterdamie. Od 1907 do 1920 roku pełnił funkcję pierwszego dyrygenta orkiestry dworskiej w Weimarze, od 1910 roku był także kuratorem muzeum Ferenca Liszta. W 1916 roku uzyskał tytuł naukowy doktora na Uniwersytecie w Jenie. W latach 1920–1934 pełnił funkcję generalnego dyrektora muzycznego Städtische Orchester w Akwizgranie. 
Aktywnie popierał ruch nazistowski, w 1935 roku został mianowany jako następca Richarda Straussa przewodniczącym Reichsmusikkamer. Na stanowisku tym odpowiedzialny był za realizację polityki kulturalnej III Rzeszy, w tym za eliminowanie z życia artystycznego osób żydowskiego pochodzenia. W 1936 roku otrzymał tytuł doktora honoris causa Uniwersytetu Albrechta w Królewcu. W 1942 roku opublikowano dedykowany mu tom studiów Von deutscher Tonkünst: Festschrift zu Peter Raabes 70. Geburtstag.
Był autorem ważnej monografii poświęconej Ferencowi Lisztowi, w której wykorzystał bogaty materiał źródłowy. Był jednym z redaktorów wydanej w latach 1907–1934 w wydawnictwie Breitkopfa edycji dzieł Liszta w 34 tomach.

## Odznaczenia
- Order Orła Czerwonego IV klasy (Prusy)[4]
- Medal za Sztukę i Naukę (Saksonia-Altenburg)[4]
- Order Sokoła Białego II klasy (Saksonia-Weimar)[4]
- Krzyż Zasługi za Zasługi dla Ojczyzny (Saksonia-Weimar)[4]

## Ważniejsze prace
(na podstawie materiałów źródłowych)
- Grossherzog Carl Alexander und Liszt (Lipsk 1918)
- Franz Liszt: Leben und Schaffen (2 tomy, Stuttgart 1931, wyd. zrewid. 1968)
- Die Musik im dritten Reich (Ratyzbona 1935)
- Kulturwille im deutschen Musikleben (Ratyzbona 1936)
- Deutsche Meister (Berlin 1937)
- Webe zu Weber (Ratyzbona 1942)
- Wege zu Liszt (Ratyzbona 1943)
- Wege zu Bruckner (Ratyzbona 1944)